# Antidesma tonkinense
Antidesma tonkinense är en emblikaväxtart som beskrevs av François Gagnepain. Antidesma tonkinense ingår i släktet Antidesma och familjen emblikaväxter. Inga underarter finns listade i Catalogue of Life.